# Dolichoderus doloniger
Dolichoderus doloniger är en myrart som först beskrevs av Julius Roger 1862.  Dolichoderus doloniger ingår i släktet Dolichoderus och familjen myror. Inga underarter finns listade i Catalogue of Life.